# Euphorbia stolonifera
Euphorbia stolonifera es una especie fanerógama perteneciente a la familia de las euforbiáceas. Es endémica de Sudáfrica.

## Descripción
Es un arbusto perennifolio, suculento que alcanza un tamaño de 0,3-1 m de altura a una altitud de  380 - 1000 metros.

## Taxonomía
Euphorbia stolonifera fue descrita por Marloth ex A.C.White, R.A.Dyer & B.Sloane y publicado en Taxon 55: 414. 2006.
Etimología
Euphorbia: nombre genérico que deriva del médico griego del rey Juba II de Mauritania (52 a 50 a. C. - 23), Euphorbus, en su honor – o en alusión a su gran vientre –  ya que usaba médicamente Euphorbia resinifera. En 1753 Carlos Linneo asignó el nombre a todo el género.
stolonifera: epíteto latino que significa "que produce estolones".
Sinonimia
- Tirucalia stolonifera (Marloth ex A.C.White, R.A.Dyer & B.Sloane) P.V.Heath[6]